# Circuit des Trois Provinces (Avelgem)
Ne doit pas être confondu avec Circuit des Trois Provinces.
Le Circuit des Trois Provinces (ou Omloop der drie Provinciën), est une course cycliste belge, disputée de 1947 à 1982 aux environs d'Avelgem, ville située en Région flamande dans la province de Flandre-Occidentale, à proximité de Courtrai
Le parcours de cette épreuve se déroule dans les provinces de Flandre orientale, de Flandre occidentale et de Hainaut.

## Palmarès
| Année | Vainqueur              | Deuxième              | Troisième               |
| ----- | ---------------------- | --------------------- | ----------------------- |
| 1947  | Valère Ollivier        | Albert Sercu          | Roger Cnockaert         |
| 1948  | Rik Van Steenbergen    | Lode Anthonis         | Jozef Van Der Helst     |
| 1949  | Maurice Van Herzele    | Georges Desplenter    | Lucien Vlaemynck        |
| 1950  | Maurice Blomme         | Arthur Mommerency     | Emmanuel Thoma (es)     |
| 1951  | Albert Ramon           | Karel De Baere        | André Pieters           |
| 1952  | Marcel Dierkens        | Roger De Corte        | Odiel Vanden Meerschaut |
| 1953  | Joseph Lefèvre         | Arthur Mommerency     | Gerard Buyl (nl)        |
| 1954  | Briek Schotte          | André Blomme          | Karel De Baere          |
| 1955  | Henri Denys            | Camilius Demunster    | Lionel Vanbrabandt      |
| 1956  | Karel Clerckx          | Ernest Sterckx        | Marcel Rijckaert        |
| 1957  | Jos Hoevenaars         | René Van Meenen       | René Mertens            |
| 1958  | Marcel Buys            | Léopold Rosseel       | Marcel Janssens         |
| 1959  | Jozef Schils           | Michel Van Aerde      | Pieter Van der Plaetsen |
| 1960  | Julien Schepens        | Frans Aerenhouts      | Marcel Buys             |
| 1961  | Michel Van Aerde       | Gustaaf De Smet       | Roger Vindevogel (de)   |
| 1962  | Gilbert Desmet         | Jozef Verachtert      | Rik Luyten              |
| 1963  | Arthur Decabooter      | Willy Raes            | Willy Bocklant          |
| 1964  | Leon Van Daele         | Etienne Vercauteren   | Georges Vandenberghe    |
| 1965  | Etienne Vercauteren    | Leopold Van den Neste | Julien Stevens          |
| 1966  | August Verhaegen (de)  | Paul Somers           | Eric Demunster          |
| 1967  | Frans Brands           | Joseph Mathy          | Julien Stevens          |
| 1968  | Leopold Van den Neste  | Noël Van Clooster     | Eric Leman              |
| 1969  | Wim Dubois             | Julien Stevens        | Herman Vrijders         |
| 1970  | Noël Vantyghem         | Eric De Vlaeminck     | Georges Vandenberghe    |
| 1971  | Eddy Goossens          | Georges Vandenberghe  | Fernand Hermie          |
| 1972  | Arthur Van De Vijver   | Jacques Zwaenepoel    | Richard Bukacki         |
| 1973  | Walter Godefroot       | Alfons De Bal         | Willy De Geest          |
| 1974  | Lieven Malfait         | Lucien De Brauwere    | Marcel Omloop           |
| 1975  | Dirk Baert             | Serge Vandaele        | Willy Van Malderghem    |
| 1976  | Gustaaf Van Roosbroeck | Jan Raas              | Geert Malfait           |
| 1977  | Jos Jacobs             | Eric Van De Wiele     | Walter Planckaert       |
| 1978  | Eric Jacques           | Alfons De Bal         | Frans Van Looy          |
| 1979  | Rudy Colman            | Jos Schipper          | Gery Verlinden          |
| 1980  | Marc Demeyer           | Roger Verschaeve      | Dirk Gilbert            |
| 1981  | Alain Van Hoornweder   | Marc Goossens         | Johnny De Nul (nl)      |
| 1982  | Jean Van der Stappen   | Dirk Baert            | Ad Oprins               |